# Ульштедт-Кірхгазель
Ульштедт-Кірхгазель (нім. Uhlstädt-Kirchhasel) — громада в Німеччині, розташована в землі Тюрингія. Входить до складу району Заальфельд-Рудольштадт.
Площа — 122,27 км2. Населення становить 5505 ос. (станом на 31 грудня 2021).